# Bactromyia zhumanovi
Bactromyia zhumanovi är en tvåvingeart som beskrevs av Richter 1991. Bactromyia zhumanovi ingår i släktet Bactromyia och familjen parasitflugor.
Artens utbredningsområde är Uzbekistan. Inga underarter finns listade i Catalogue of Life.